# ویان عنتر
آسیه رمضان آنتار  شناخته‌شده با نام ویان آنتار یا ویان قامشلو (زاده ۱۹۹۷ – درگذشته ۳۰ اوت ۲۰۱۶) شبهه نظامیِ زن در یگان‌های مدافع زنان (YPJ) که در مبارزه با داعش مورد توجه رسانه‌های جهان قرار گرفت.
او در سال ۲۰۱۴، در حالی که تنها ۱۸ سال سن داشت وارد یگان‌های مدافع زنان شد تا به جبههٔ مبارزه با داعش کمک کند. پس از انتشار تصاویر او در اینترنت، رسانه‌ها به خاطر زیبایی ظاهری و شباهت چهره‌اش به آنجلینا جولی، به او لقب "آنجلینا جولی کُرد" دادند. تشبیه ویان قامشلو به آنجلینا جولی با انتقاد دیگر مبارزان کُرد همراه بود بر این باور بودند که ویان می‌باید با آرمان‌ها و اهدافش مورد توجه قرار بگیرد و نه به خاطر زیبایی ظاهری و چهره‌اش.

## اوایل زندگی
او در خانواده‌ای کرد رشد یافت و در سن پایین با یکی از اقوام ازدواج کرد. سه ماه از این ازدواج بدون رضایت گذشته بود که به لطف قوانین جدید که با روی کار آمدن روژاوا اتخاذ شدند، توانست طلاق بگیرد. در سال ۲۰۱۴ او پس از طلاق به یگان‌های مدافع زنان (YPJ) پیوست.
سن او در رسانه‌های غربی مورد اختلاف است ولی فرماندهٔ ی.پ.ژ، عبدالله شیرین، گفت او متولد ۱۹۹۷ بود و در زمان مرگ ۱۹ سال سن داشت.

## درگذشت
آسیه در حمله به شهر منبج پس از آن که شهر را در عملیات محاصره منبج از گروه داعش گرفتند، در یک حمله کشته شد. گرچه برخی از اعضای یگان‌های مدافع خلق (YPG) گفتند او در نزدیکی شهر جرابلس به دست اعضای ارتش آزاد سوریه کشته شده، اما سخنگوی ی.پ. ژ توضیح داد که او در حمله دولت اسلامی کشته شد.

## نگارخانه

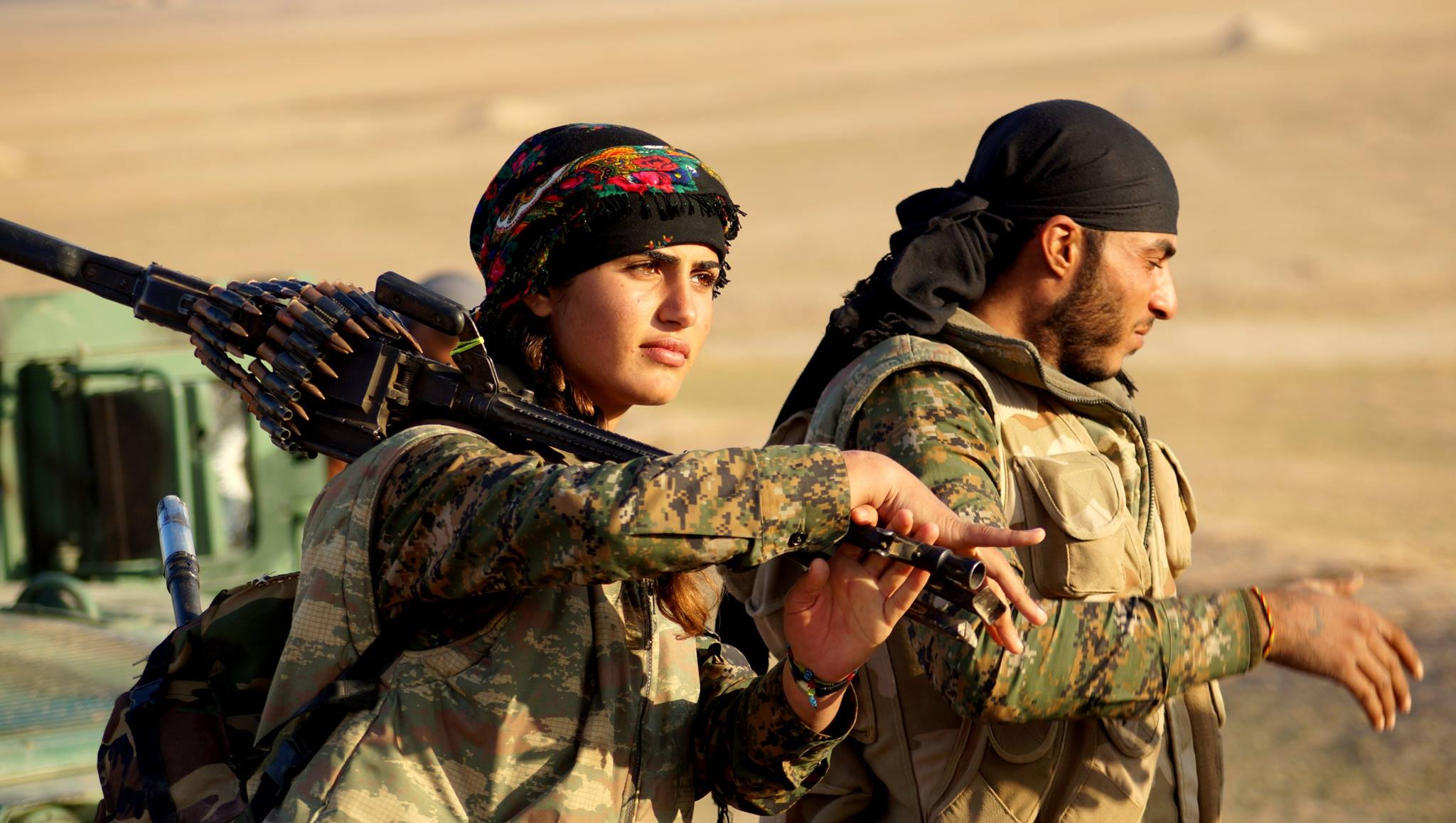
ویان عنتر در نوامبر ۲۰۱۵
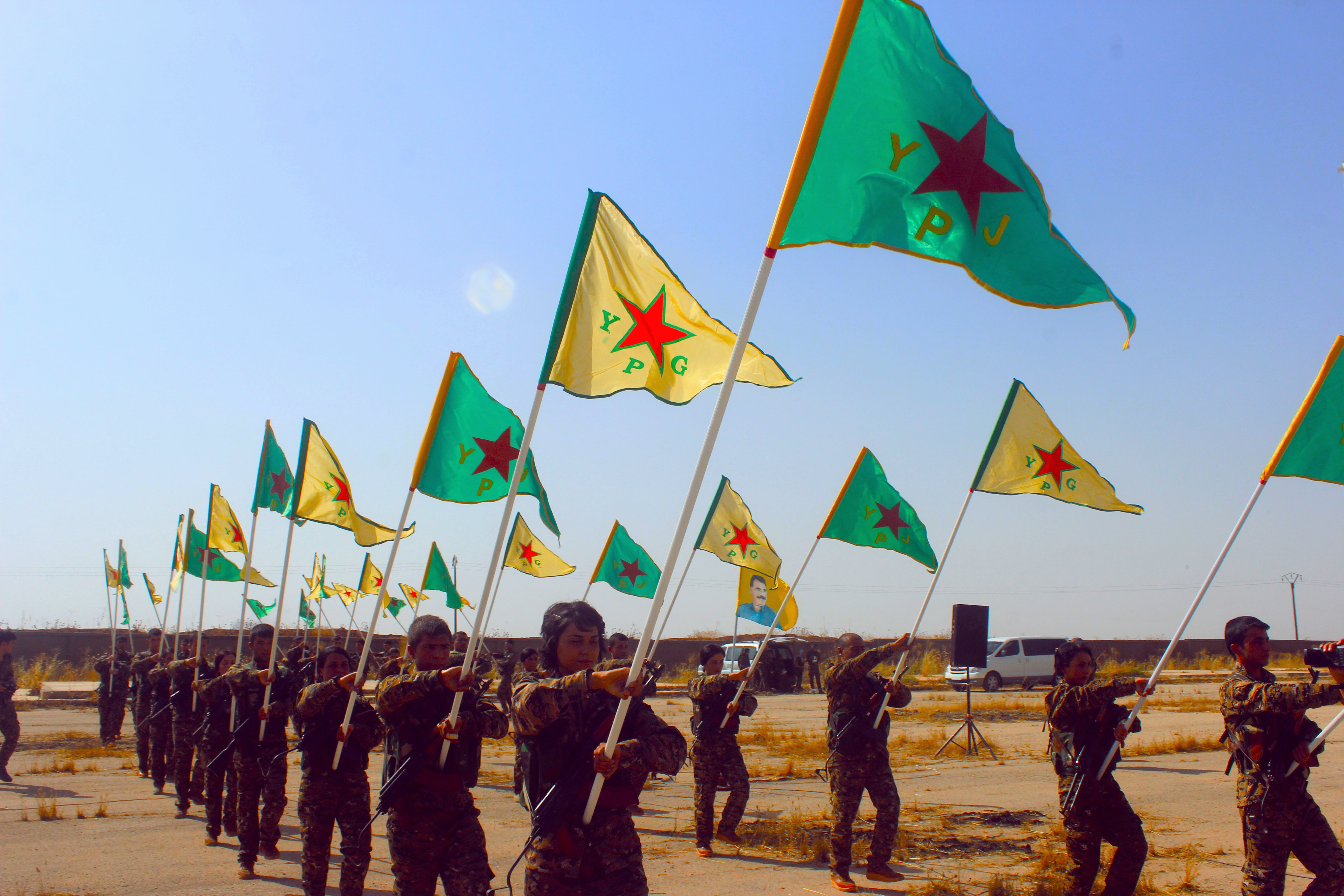
جنگجویان YPG و YPJ , سال ۲۰۱۶